# Джузеппе Вічіно
Джузеппе Вічіно (італ. Giuseppe Vicino, нар. 26 лютого 1993, Неаполь, Італія) — італійський веслувальник, бронзовий призер Олімпійських ігор 2016 та 2020 року, дворазовий чемпіон світу.

## Виступи на Олімпіадах
| Олімпіада           | Дисципліна | Місце |
| ------------------- | ---------- | ----- |
| Ріо-де-Жанейро 2016 | четвірки   | 3     |
| Токіо 2020          | четвірки   | 3     |
| Париж 2024          | четвірки   | 4     |

## Зовнішні посилання
- Джузеппе Вічіно — олімпійська статистика на сайті Sports-Reference.com (англ.) (архівна версія)
- Профіль [Архівовано 12 січня 2021 у Wayback Machine.] на сайті FISA.